# Mellanvikt i boxning vid olympiska sommarspelen 2000
Resultat från boxning vid olympiska sommarspelen 2000 och herrarnas mellanvikt. De 28 boxarna vägde under 75 kg. Tävlingarna arrangerades i Sydney Convention and Exhibition Center.

## Medaljörer
| Klass      | Guld                   | Silver                           | Brons                          |
| Mellanvikt | Jorge Gutiérrez · Kuba | Gajdarbek Gajdarbekov · Ryssland | Vüqar Äläkbärov · Azerbajdzjan |
| Mellanvikt | Jorge Gutiérrez · Kuba | Gajdarbek Gajdarbekov · Ryssland | Zsolt Erdei · Ungern           |

## Resultat

### Första omgången
| Första Rundan Datum: Måndagen 18 september 2000 | Första Rundan Datum: Måndagen 18 september 2000 | Första Rundan Datum: Måndagen 18 september 2000 |
| Vinnare                                         | Resultat                                        | Förlorare                                       |
| ----------------------------------------------- | ----------------------------------------------- | ----------------------------------------------- |
| Mohamed Meshabi (MAR)                           | ()                                              | Bye                                             |
| Oleksandr Zubrihin (UKR)                        | ()                                              | Bye                                             |
| Zsolt Erdei (HUN)                               | ()                                              | Bye                                             |
| Vladislav Vizilter (KGZ)                        | ()                                              | Bye                                             |
| Albert Eromosele (NGR)                          | ()                                              | Bye                                             |
| Gajdarbek Gajdarbekov (RUS)                     | 11:10                                           | Oʻtkirbek Haydarov (UZB)                        |
| Pawel Kakietek (POL)                            | RSC-4                                           | Abudureheman (CHN)                              |
| Jeff Lacy (USA)                                 | RSC-3                                           | Cleiton Conceicão (BRA)                         |
| Jorge Gutiérrez (CUB)                           | 20:11                                           | Somchai Chimlum (THA)                           |
| Antonios Giannoulas (GRE)                       | 17:10                                           | Ottavio Barone (ITA)                            |
| Jitender Kumar (IND)                            | RSC-3                                           | Donald Orr (CAN)                                |
| Adrian Diaconu (ROU)                            | 19:9                                            | Abdelghani Kinzi (ALG)                          |
| Paul Miller (AUS)                               | 8:7                                             | Jerson Ravelo (DOM)                             |
| Vüqar Äläkbärov (AZE)                           | 12:3                                            | Peter Kariuki Nguni (KEN)                       |
| Lim Jung-Bin (KOR)                              | 8:7                                             | Ramadan Yasser (EGY)                            |
| Akin Kuloglu (TUR)                              | RSC-4                                           | Mariano Carrera (ARG)                           |

### Andra rundan
| Andra Rundan Datum: Fredagen 22 september 2000 | Andra Rundan Datum: Fredagen 22 september 2000 | Andra Rundan Datum: Fredagen 22 september 2000 |
| Vinnare                                        | Resultat                                       | Förlorare                                      |
| ---------------------------------------------- | ---------------------------------------------- | ---------------------------------------------- |
| Oleksandr Zubrihin (UKR)                       | 9:5                                            | Mohamed Meshabi (MAR)                          |
| Zsolt Erdei (HUN)                              | RSC-3                                          | Vladislav Vizilter (KGZ)                       |
| Gajdarbek Gajdarbekov (RUS)                    | 15:9                                           | Albert Eromosele (NGR)                         |
| Jeff Lacy (USA)                                | 21:7                                           | Pawel Kakietek (POL)                           |
| Jorge Gutiérrez (CUB)                          | 20:7                                           | Antonios Giannoulas (GRE)                      |
| Adrian Diaconu (ROU)                           | 12:3                                           | Jitender Kumar (IND)                           |
| Vüqar Äläkbärov (AZE)                          | 9:8                                            | Paul Miller (AUS)                              |
| Akin Kuloglu (TUR)                             | AB-4                                           | Lim Jung-Bin (KOR)                             |

### Kvartsfinaler
| Kvartsfinaler Datum: Tisdagen 26 september 2000 | Kvartsfinaler Datum: Tisdagen 26 september 2000 | Kvartsfinaler Datum: Tisdagen 26 september 2000 |
| Vinnare                                         | Resultat                                        | Förlorare                                       |
| ----------------------------------------------- | ----------------------------------------------- | ----------------------------------------------- |
| Zsolt Erdei (HUN)                               | 14:9                                            | Oleksandr Zubrihin (UKR)                        |
| Gajdarbek Gajdarbekov (RUS)                     | RSC-3                                           | Jeff Lacy (USA)                                 |
| Jorge Gutiérrez (CUB)                           | KO-1                                            | Adrian Diaconu (ROU)                            |
| Vüqar Äläkbärov (AZE)                           | 18:8                                            | Akin Kuloglu (TUR)                              |

### Semifinaler
| Semifinaler Datum: Torsdagen 28 september 2000 | Semifinaler Datum: Torsdagen 28 september 2000 | Semifinaler Datum: Torsdagen 28 september 2000 |
| Vinnare                                        | Resultat                                       | Förlorare                                      |
| ---------------------------------------------- | ---------------------------------------------- | ---------------------------------------------- |
| Gajdarbek Gajdarbekov (RUS)                    | 24:16                                          | Zsolt Erdei (HUN)                              |
| Jorge Gutiérrez (CUB)                          | 19:9                                           | Vüqar Äläkbärov (AZE)                          |

### Final
| Final Datum: Lördag 30 september 2000 | Final Datum: Lördag 30 september 2000 | Final Datum: Lördag 30 september 2000 |
| Vinnare                               | Resultat                              | Förlorare                             |
| ------------------------------------- | ------------------------------------- | ------------------------------------- |
| Jorge Gutiérrez (CUB)                 | 17:15                                 | Gajdarbek Gajdarbekov (RUS)           |